# قالب داخلي

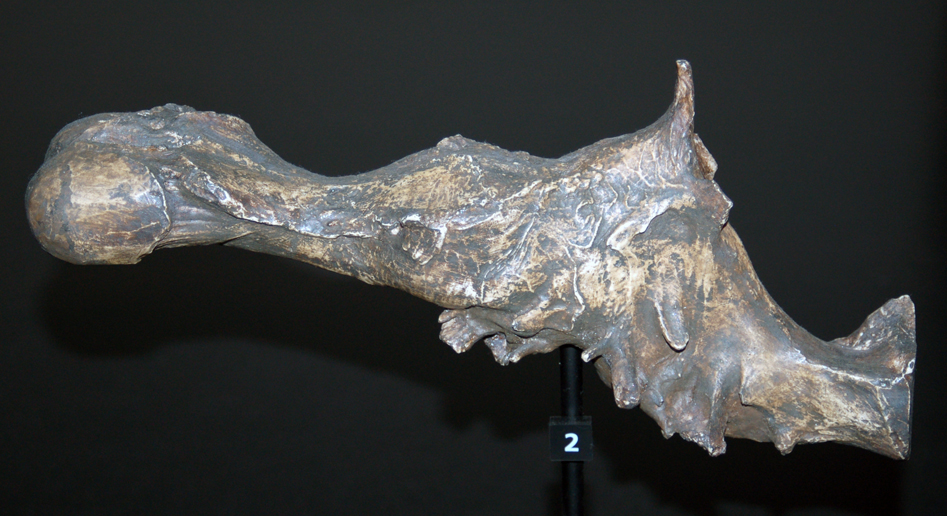
القالب الداخلي (المستحثات) الطبيعي لقوس جمجمة ديناصور يظهر تمدد البصيلة الشمية (اليسرى)

القالب الداخلي عبارة عن الجزء الداخلي لجسم أجوف وغالبًا ما يُستخدم خصيصًا للإشارة إلى القوالب الداخلية لـقوس الجمجمة  يمكن أن تكون القوالب الداخلية من صنع الإنسان وذلك لفحص خواص التجويف الفارغ الذي يتعذر الوصول إليه، أو يتكون طبيعيا بفعل تكون المستحثات.

## القوالب الداخلية الجمجمية

### القوالب من صنع الإنسان
القوالب الداخلية للجزء الداخلي من القحف العصبي (الجمجمة) غالبًا ما تصنع في أنثروبولوجيا الحفريات لدراسة تراكيب الدماغ والشكل النصف كروي لأدمغة وأسلاف الإنسان البائدين. بينما لا يمكن أن يوضح القالب الداخلي تركيب الدماغ مباشرة، فإنه يمكن أن يساعد العلماء في قياس حجم مناطق الدماغ التي تقع بالقرب من السطح، وجدير بالذكر أن الفيرنيكه وباحة بروكا مسئولان عن تفسير ونطق الكلام.
وعادة ما تتكون الحشوة من نوع من المطاط أو مادة مشابهة للمطاط. وجميع الفتحات المؤدية إلى تجويف الدماغ كانت مغلقة باستثناء الثقبة العظمى، ويقوم المطاط السائل بالتدفق حول التجويف الجمجمي الفارغ حتى يستقر. ثم يُفرغ الجسم الكروي الأجوف الناتج من الهواء مثل البالون ويسحب للخارج عبر الثقبة العظمي فهذه القوالب الداخلية المطاطية كانت ممارسة قياسية حتى نهاية القرن العشرين ولازالت تستخدم في بعض المجالات، ومع ذلك، فالعلماء يستفيدون من الاستخدام المتزايد لتقنية المسح التصوير المقطعي الحاسوبي وذلك لعمل قوالب داخلية رقمية لتجنب إحداث أضرار بالعينات القيمة.

### القوالب الداخلية الطبيعية
إن القوالب الداخلية الجمجمية الطبيعية معروفة أيضًا. وتعتبر جمجمة الطفل تاونج الأشهر، وهي أول جمجمة لـأسترالوبيثكس أو القردة الجنوبية والتي تتكون من حشوة طبيعية متصلة بالجزء السطحي من الجمجمة. سمح شكل الدماغ لـريمون دارتRaymond Dart أن يستنتج أن الحفرية كانت لكائن قريب من الإنسان وليست لقرد منقرض.
تعتبر القوالب الداخلية للثدييات مفيدة بشكل خاص نظرًا لوجود شبه بين الدماغ الجديد مع الأم الجافية. تم التعرف على هذه «الحفريات الخاصة بالأدمغة» من خلال مئات الثدييات المختلفة كما تم التعرف على أكثر من مائة حفرية طبيعية لحشوات طبيعية على شكل جمجمة لـحيوان الباثيجينس«آكل العشب»(Bathygenys) (وصغير حيوان الميركودونت (merycodont)) بعض منها كان به صفات مميزة تأتي في مرتبة أدنى من حيث تلافيف المخ. كما تم اكتشاف حشوة داخلية جمجمية لقحفية دماغ ديناصور والتي توضح أن ذلك الحيوان كان يتمتع بذكاء محدود ولكن كان يتمتع بحاسة شم متطورة جداً  وتعد أقدم حشوة داخلية تم العثور عليها كان منذ ما يقرب من 300 مليون سنة كانت لحفرية دماغ سمكة من نوعية كاملات الرؤوس

## حشوات داخلية لتجويفات أخرى

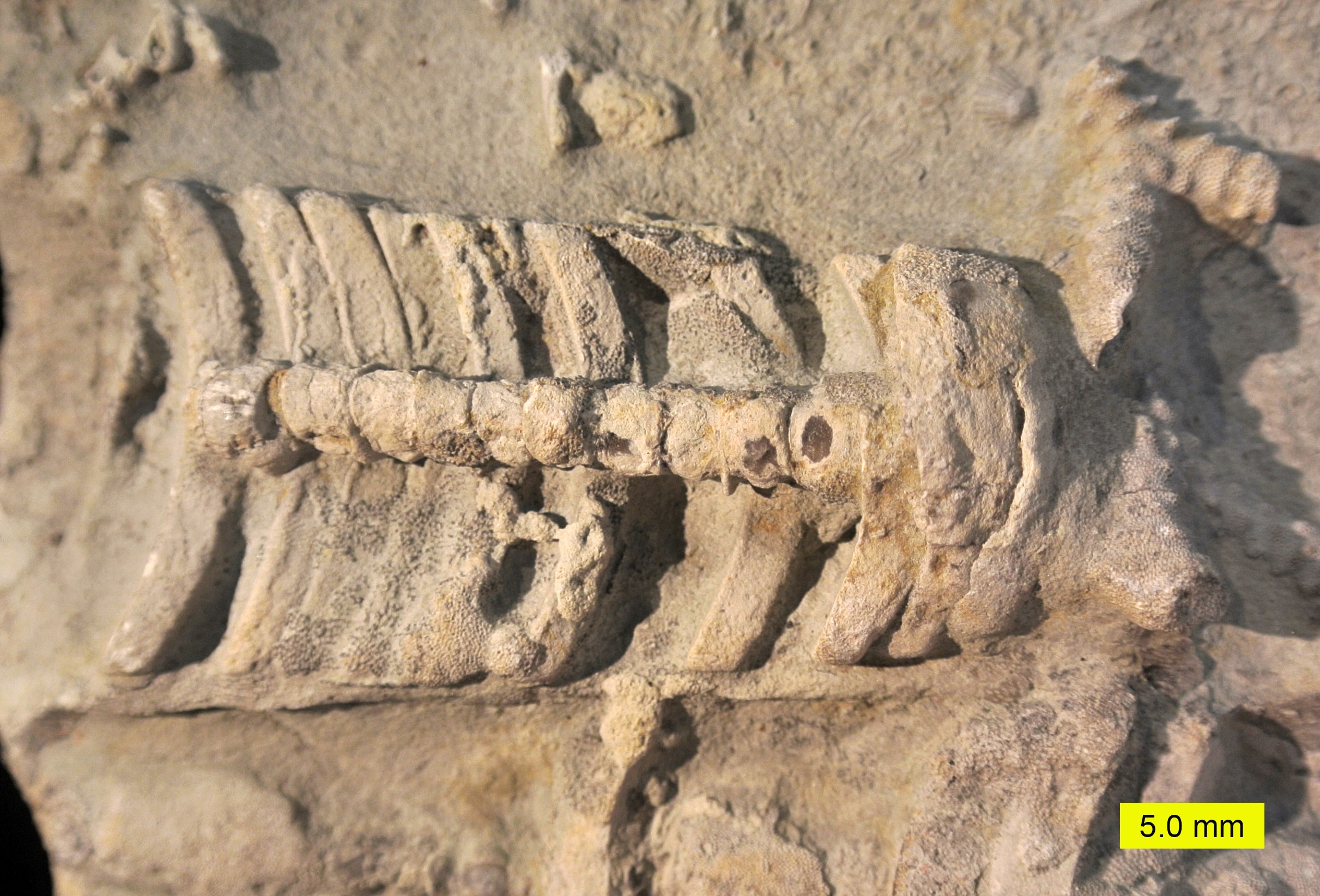
يُظهر القالب الداخلي لقوقعة من نوعية القواقع المسطحةعصر أوردوفيشي حيوان من فصيلة الرأسقدميات الهيكل الداخلي للقوقعة

كما أن القوالب الداخلية سواء الخاصة بالحيوانات ذات القواقع التي تتحلل أو تذوب بسهولة مثل قواقع الأراغونيت الرخويات كما أن الاختبارات التي أجريت على قنفد البحر يمكن دحضها بأنها خالية من قالبهم الحفري. الشكل المتكرر هو القالب الداخلي لـذوات القوائم الذراعية. وفي الجنس المتماثل تمامًا حيوان البينتاميراس (Pentamerus) من ذوات القوائم الأربع نجد أن الحشوة الحفرية تشبه الفرج، وأطلق على هذه الحفريات اسم الأحجار (“shame stones”) بالألمانية. “زهرة السيفينسد”في أوائل العصر الحجري الأوسط تمثال فينوس من النرويج تعتبر إعادة عمل للقالب الحفري لذوات القوائم الذراعية. كما تم التعرف على القوالب الداخلية من خلال قواقع الحلزونات وحتى من خلال التجويف الأمعائي لقنديل البحر تلك المجموعة بالكاد تركت آثارًا لحفريات.
القوالب الداخلية الاصطناعية تصنع في بعض الأحيان من الأوعية الدموية لأسباب طبية أو تشريحية. فالأوعية الدموية للعضو (على سبيل المثال الدماغ أو الكبد) تحقن بمادة الرتينج (مادة صمغية). وعندما تستقر يتحلل العضو من تلقاء نفسه، تاركًا صورة ثلاثية الأبعاد لإمدادات الدم للعضو.